# Повстання червонобрових
Повстання червонобрових (кит.: 赤眉軍) — загальна назва селянських заворушень, що почались на Шаньдунському півострові та в південній частині провінції Цзянсу 17 року й упродовж наступних десяти років охопили більшу частину Китаю.

## Причини
Причиною повстання було невдоволення реформами узурпатора імператорського трону Ван Мана, а приводом став розлив Жовтої річки, що знедолив селян. Залишившись без засобів до існування, селяни збирались у загони «мідних коней» (самоназва загонів ополченців), фарбували в якості розпізнавального знаку брови в червоний колір і почали розбій.

## Перебіг подій
Ван Ман вирішив покласти край заворушенням і відрядив до повсталих провінцій 100-тисячну армію. Слабкою стороною повстанців була їхня розрізненість, однак через загрозу з боку влади загони селян об'єднались під керівництвом Фань Чуна та вщент розбили імператорські війська. Після цього селяни почали наступ на столицю імперії Чанань. У той же час до столиці підступали загони під проводом Лю Сюаня, який намагався відновити владу династії Хань в імперії. 23 року Лю Сюань захопив столицю й був проголошений імператором. До 25 року загони червонобрових розбили війська Лю Сюаня та проголосили своїм імператором пастуха Лю Пенцзи, одного зі збіднілих нащадків Лю Чжана, який брав участь у зведенні на престол Лю Хена.
Зрештою 27 року повстанці зазнали нищівної поразки від Лю Сю, який був проголошений імператором відновленої імперії Хань під іменем Ґуан У.